# Canton de Rignac
Le canton de Rignac est une ancienne division administrative française située dans le département de l'Aveyron et la région Midi-Pyrénées.

## Géographie
Ce canton était organisé autour de Rignac dans l'arrondissement de Rodez. Son altitude variait de 248 m (Auzits) à 734 m (Mayran) pour une altitude moyenne de 493 m.

## Représentation

### Conseillers d'arrondissement (de 1833 à 1940)
| Période                                  | Période          | Identité                              | Étiquette  | Qualité |
| ---------------------------------------- | ---------------- | ------------------------------------- | ---------- | --- |
| 1833                                     | 1848 (décès)     | Paul François René Auzouy (1792-1848) |            | Médecin, maire de Rignac                                                                                    |
| 1848                                     | 1858             | Jean Pierre Bernard Agar (1816-1900)  |            | Maire d'Auzits (1843-1900)                                                                                  |
| 1858                                     | 1864             | Jean-Antoine Briguiboul (1819-1883)   |            | Avocat, docteur en droit, juge de paix à Rignac puis juge au Tribunal de Rodez, propriétaire à Gissac       |
| 1864                                     | 1869 (décès)     | Jean-Pierre Fraysse (1801-1869)       |            | Notaire, maire de Rignac                                                                                    |
| 1869                                     | 1882 (démission) | Achille Fraysse                       |            | Notaire, maire de Rignac, suppléant du juge de paix, Président du Conseil d'arrondissement                  |
| 1882                                     | 1895             | Pierre Mouly (1837-1895)              |            | Notaire à Auzits                                                                                            |
| 1895                                     | 1898             | Pierre Capelle                        | Catholique | Propriétaire à Rignac                                                                                       |
| 1898                                     | 1907             | Émile Dermont                         | Droite     | Docteur-médecin à Rignac                                                                                    |
| 1907                                     | 1919             | Jean-Antoine Besse (1843-1920)        | Rad.       | Entrepreneur (menuisier) à Auzits                                                                           |
| 1919                                     | 1938             | Adolphe Nevoltry                      | Rad.       | Propriétaire à Lestrunie, commune d'Auzits                                                                  |
| 1938                                     | 1940             | Célestin Pons                         | Rad.       | Premier adjoint au maire de Rignac                                                                          |
| 1940                                     |                  |                                       |            | Les conseils d'arrondissement ont été suspendus par la loi du 12 octobre 1940 et n'ont jamais été réactivés |
| Les données manquantes sont à compléter. |                  |                                       |            | |

### Conseillers généraux de 1833 à 2015
| Période      | Période          | Identité                        | Étiquette                       | Qualité |
| ------------ | ---------------- | ------------------------------- | ------------------------------- | --- |
| 1833         | 1845             | Christian Alary                 |                                 | Maire de Conques |
| 1845         | 1868 (décès)     | Alphonse Auzouy (1798-1868)     |                                 | Juge au Tribunal civil de la Seine puis de Troyes (Aube) Propriétaire à Paris et à Rignac |
| 1868         | 1871             | Alfred Deseilligny              | Centriste                       | Ancien proviseur du Lycée Louis-le-Grand Ancien maire du Creusot Député (1869-1870, 1871-1875) |
| 1871         | 1882 (décès)     | Guillaume Joseph Casimir Brunet |                                 | Notaire, expert-géomètre Maire de Rignac |
| 1882         | 1914 (démission) | Achille Fraysse                 | Gauche                          | Notaire, maire de Rignac (1893-1911), conseiller d'arrondissement |
| 1914         | 1919             | Casimir Vernhes                 | Libéral                         | Maire de Rignac (1911-1919) |
| 1919         | 1938 (décès)     | Casimir Fraysse                 | Républicain puis Rad.ind.       | Médecin - Maire de Rignac (1919-1938) |
| 1938         | 1940             | Adolphe Nevoltry                | Rad.                            | Propriétaire à Lestrunie, commune d'Auzits, conseiller d'arrondissement |
|              |                  |                                 |                                 | |
| 1943         | 1945             | Léopold Lacombe (1893-1977)     |                                 | Agriculteur Conseiller municipal de Rignac Nommé conseiller départemental en 1943 |
|              |                  |                                 |                                 | |
| 1945         | 1957 (décès)     | Emile Imbert (1880-1957)        | Rad.                            | Maire de Rignac (1947-1957) |
| 7 avril 1957 | 1958             | Adolphe Cérès (1893-1970)       | DVD                             | Notaire à Rignac |
| 1958         | 1970             | Michel Greffeuille (1927-2003)  | Rad.                            | Industriel à Rignac, maire de Bournazel |
| 1970         | 2008             | Jean Puech                      | RI puis UDF-PR puis DL puis UMP | - Président d'Aveyron Expansion ; - Ministre de l'Agriculture et de la Pêche du Gouvernement Édouard Balladur (1993-1995) - Ministre de la Fonction publique du Gouvernement Alain Juppé I (mai-novembre 1995) - Sénateur de l'Aveyron de 1980 à 1993 et de 1996 à 2008 ; - Président du Conseil général de l'Aveyron (1976-2008) ; - Maire de Rignac de 1977 à 2001 ;                                         |
| 2008         | 2015             | Anne-Marie Escoffier            | PRG                             | - Haut fonctionnaire - Inspectrice générale de l'Administration ; - Ministre déléguée auprès de la ministre de la Réforme de l’État, de la Décentralisation et de la Fonction publique, chargée de la Décentralisation (2012-2014) ; - Sénatrice de l'Aveyron du 21 septembre 2008 au 21 juin 2012, et 3 mai 2014-30 septembre 2014 ; - Préfète de l'Aveyron entre 1999 et 2002 et préfète de l'Yonne en 2002. |

### Résultats électoraux détaillés
- Élections cantonales de 2001 : Jean Puech (DL) est élu au premier tour avec 100 % des suffrages exprimés. Le taux de participation est de 85,28 % (3 574 votants sur 4 191 inscrits)[7].
- Élections cantonales de 2008 : Anne-Marie Escoffier (PRG) est élue au premier tour avec 51,91 % des suffrages exprimés, devant Jean-Marc Calvet (Divers droite) (42,54 %) et Nicole Couffin (PCF) (5,55 %). Le taux de participation est de 87,73 % (3 697 votants sur 4 214 inscrits)[8].

## Composition
Le canton de Rignac, d'une superficie de 162 km2, était composé de huit communes
.
| Nom                 | Code Insee | Intercommunalité     | Superficie (km2) | Population (dernière pop. légale) | Densité (hab./km2) |
| ------------------- | ---------- | -------------------- | ---------------- | --------------------------------- | ------------------ |
| Anglars-Saint-Félix | 12008      | CC du Pays Rignacois | 22,22            | 782 (2014)                        | 35                 |
| Auzits              | 12016      | CC du Pays Rignacois | 24,34            | 859 (2014)                        | 35                 |
| Belcastel           | 12024      | CC du Pays Rignacois | 10,74            | 192 (2014)                        | 18                 |
| Bournazel           | 12031      | CC du Pays Rignacois | 16,35            | 332 (2014)                        | 20                 |
| Escandolières       | 12095      | CC du Pays Rignacois | 13,50            | 226 (2014)                        | 17                 |
| Goutrens            | 12111      | CC du Pays Rignacois | 25,99            | 510 (2014)                        | 20                 |
| Mayran              | 12142      | CC du Pays Rignacois | 15,36            | 645 (2014)                        | 42                 |
| Rignac              | 12199      | CC du Pays Rignacois | 33,35            | 1 894 (2014)                      | 57                 |

## Démographie

### Évolution démographique
| 1962  | 1968  | 1975  | 1982  | 1990  | 1999  | 2006  | 2011  | 2012  |
| ----- | ----- | ----- | ----- | ----- | ----- | ----- | ----- | ----- |
| 6 025 | 5 696 | 5 230 | 4 977 | 4 760 | 4 618 | 4 982 | 5 390 | 5 400 |

### Âge de la population
La pyramide des âges, à savoir la répartition par sexe et âge de la population, du canton de Rignac en 2009 ainsi que, comparativement, celle du département de l'Aveyron la même année sont représentées avec les graphiques ci-dessous.
La population du canton comporte 49,9 % d'hommes et 50,1 % de femmes. Elle présente en 2009 une structure par grands groupes d'âge légèrement plus âgée que celle de la France métropolitaine.
Il existe en effet 81 jeunes de moins de 20 ans pour cent personnes de plus de 60 ans, alors que pour la France l'indice de jeunesse, qui est égal à la division de la part des moins de 20 ans par la part des plus de 60 ans, est de 1,06. L'indice de jeunesse du canton est par contre supérieur à celui du département (0,67) et inférieur à celui de la région (0,89).
| Hommes | Classe d’âge | Femmes |
| ------ | ------------ | ------ |
| 0,9    | 90 ans ou +  | 1,4    |
| 10,5   | 75 à 89 ans  | 13,9   |
| 14,6   | 60 à 74 ans  | 16,9   |
| 20,2   | 45 à 59 ans  | 17,3   |
| 20,4   | 30 à 44 ans  | 20,5   |
| 14,7   | 15 à 29 ans  | 12,0   |
| 18,6   | 0 à 14 ans   | 18,0   |

| Hommes | Classe d’âge | Femmes |
| ------ | ------------ | ------ |
| 0,6    | 90 ans ou +  | 1,7    |
| 10,2   | 75 à 89 ans  | 14,2   |
| 16,9   | 60 à 74 ans  | 17,5   |
| 21,6   | 45 à 59 ans  | 20,3   |
| 18,9   | 30 à 44 ans  | 17,8   |
| 15,1   | 15 à 29 ans  | 13,4   |
| 16,7   | 0 à 14 ans   | 15,1   |